# Macroperipatus perrieri
Macroperipatus perrieri är en klomaskart som först beskrevs av Eugène Louis Bouvier 1899.  Macroperipatus perrieri ingår i släktet Macroperipatus och familjen Peripatidae. Inga underarter finns listade i Catalogue of Life.